# Daniel Joel Okon
Daniel Joel Okon, född 10 december 1998, är en nigeriansk fotbollsspelare.

## Karriär
Inför säsongen 2018 värvades Okon till Degerfors IF från ett nigerianskt akademilag. Okon gjorde sin Superettan-debut den 14 april 2018 i en 1–0-vinst över Gefle IF, där han blev inbytt i den 90:e minuten mot Viktor Götesson. I oktober 2020 kom Okon och Degerfors överens om att bryta kontraktet.